# 프레데리크 3세

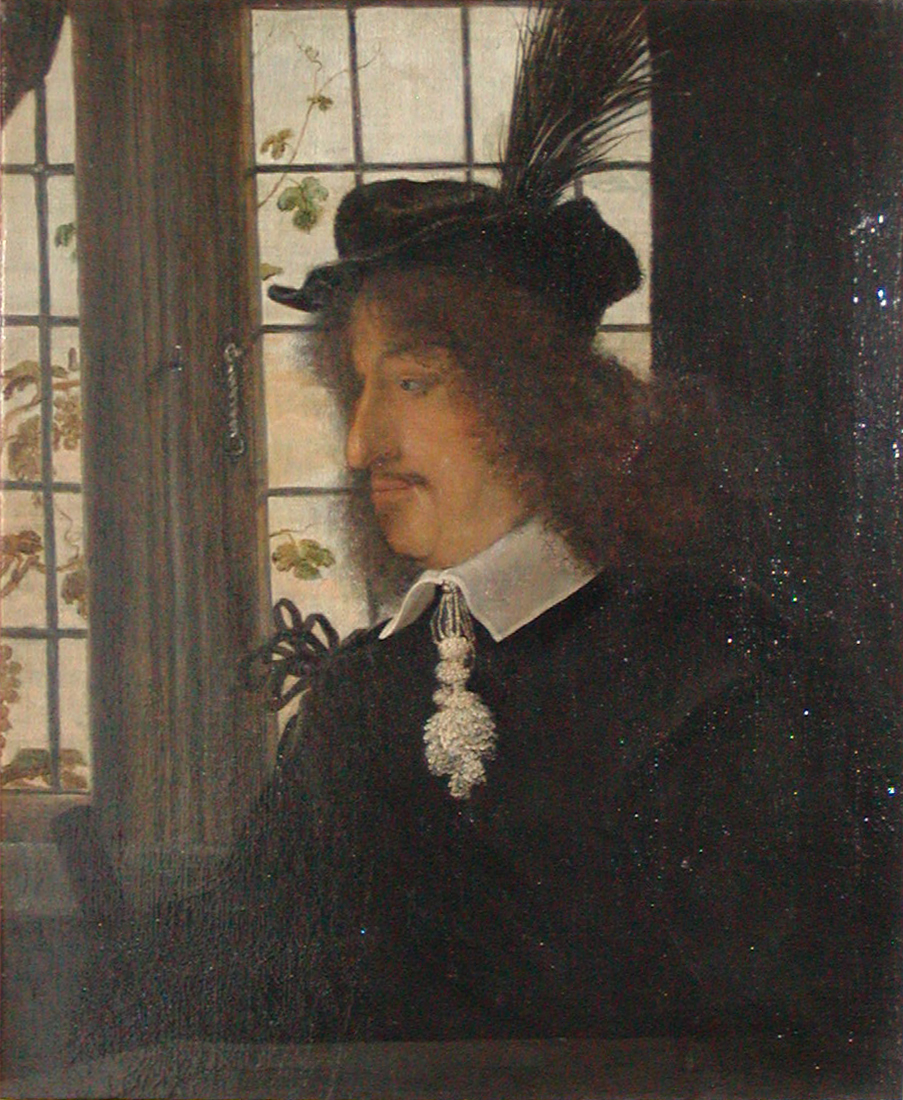
프레데리크 3세

프레데리크 3세(덴마크어: Frederik III, 노르웨이어: Frederik III, 1609년 3월 18일 ~ 1670년 2월 9일)는 덴마크의 국왕이자 노르웨이의 국왕(재위: 1648년 2월 28일 ~ 1670년 2월 9일)이다.

## 생애
하데르슬레우에 위치한 하데르슬레우후스 성(Haderslevhus)에서 크리스티안 4세 국왕과 그의 첫 번째 왕비인 브란덴부르크의 안나 카타리나의 둘째 아들로 태어났다. 어린 시절에는 셸란섬 소뢰(Sorø)에 위치한 학교인 소뢰 아카데미에서 교육을 받았으며 네덜란드, 프랑스 등지에서 유학 생활을 했다. 청년 시절에는 신학, 자연과학, 스칸디나비아의 역사에 관심을 갖고 있었기 때문에 수많은 책들을 수집했다. 이를 계기로 1648년에는 덴마크 왕립도서관을 건립하게 된다.
프레데리크의 형인 크리스티안(Christian)이 왕세자 신분이었기 때문에 그가 덴마크, 노르웨이의 국왕으로 즉위할 가능성은 거의 없어 보였다. 하지만 1647년에 크리스티안 왕세자가 사망했고 1648년 2월에는 크리스티안 4세 국왕이 사망하면서 프레데리크는 덴마크, 노르웨이의 국왕으로 즉위하게 된다.
즉위 초반에는 덴마크 의회가 덴마크의 정치에서 핵심적인 역할을 했다. 그렇지만 프레데리크 3세는 1651년에 덴마크 의회에서 실권을 잡고 있던 의원인 코르피츠 울펠트(Corfitz Ulfeldt), 한니발 세헤스테드(Hannibal Sehested)를 숙청하게 된다. 울펠트는 덴마크에서 반역 혐의로 기소된 이후에 스웨덴으로 망명했고 세헤스테드는 1660년에 복권되었다.
제2차 북방 전쟁이 진행 중이던 1657년부터 1658년까지 스웨덴을 상대로 전쟁을 벌였지만 패전하고 만다. 1659년에는 스웨덴 군대가 덴마크의 수도인 코펜하겐을 점령하면서 위기를 맞았지만 덴마크와 동맹 관계를 맺고 있던 네덜란드 군대의 지원을 통해 버텨냈다. 이는 덴마크가 1658년부터 1660년까지 일어난 스웨덴과의 전쟁에서 승리하는 계기가 된다.
프레데리크 3세는 자신의 인기를 이용해서 1660년에 선거 군주제를 폐지시키고 전제군주제를 도입했다. 1665년에는 서양의 역사학에서는 최초로 전제군주제를 법제화했다. 덴마크의 전제군주제는 1848년에 실시된 헌법 개정 이전까지 지속되었다.
또한 1667년 먼 친척인 올덴부르크 백작 안톤 귄터가 죽은 이후 올덴부르크 백작령을 상속받았다.
1670년 2월 9일 코펜하겐에 위치한 코펜하겐 성에서 사망했으며 그의 시신은 로스킬레 대성당에 안치되었다.

## 자녀
프레데리크 3세는 1643년 브라운슈바이크뤼네부르크의 조피 아말리에와 결혼했다.
- 크리스티안 5세(1646~1699) 덴마크와 노르웨이의 국왕
- 안나 소피에(1647~1717) 작센 선제후비
- 프레데리케 아말리에(1649~1704) 홀슈타인고트로프 공작 부인
- 빌헬미네 에르네스티네(1650~1706) 팔츠 선제후비
- 프레데리크(1651~1652)
- 요르겐(1653~1708) 영국 여왕 부군
- 울리카 엘레오노라(1656~1693) 스웨덴 왕비
- 도로테아(1657~1658)